# 白馬市國家公園
10°30′22″N 104°18′29″E / 10.50614988°N 104.30800459°E
白馬市國家公園是柬埔寨的國家公園，位於該國西南部白馬省，處於泰國灣沿岸，鄰近白馬市，成立於1993年，面積67平方公里，有多條小徑和步道，受遊客歡迎。